# Jardin intérieur du sanctuaire Meiji
Le jardin intérieur du sanctuaire Meiji ou Yoyogi Gyoen est un jardin public adjacent au Meiji-jingū et au Yoyogi-kōen dans l'arrondissement de  Shibuya à Tokyo. Le jardin fait autrefois partie des résidences de banlieue de Katō Kiyomasa et plus tard du clan Ii durant l'époque d'Edo. Au cours de la restauration de Meiji, le jardin passe sous la supervision de l'agence impériale qui le nomme « Yoyogi Gyoen » (jardin impérial Yoyogi) et reçoit fréquemment la visite de l'empereur Meiji et de l'impératrice Shōken. Le jardin contient un salon de thé, une pergola, un emplacement de pêche et un jardin d'iris. Sa superficie est de 83 000 m2 et il reste ouvert au public toute l'année.